# Старінський Василь Олександрович
Васи́ль Олекса́ндрович Старі́нський (2006—2024) — солдат збройних сил України, учасник російсько-української війни.

## Життєпис
Народився 2006 року в селі Вакулівка Одеської області.
Під час повномасштабної війни був солдатом, стрільцем спеціалізованого відділення 3-го штурмового спеціалізованого взводу 2-ї штурмової спеціалізованої роти «ШКВАЛ».
Загинув 6 серпня 2024 року на Сумщині внаслідок артилерійського обстрілу.
Похований 14 серпня 2024-го в селі Вакулівка.

## Нагороди
- Орден «За мужність» III ступеня[1].